# États de Béarn
Vous lisez un « article de qualité » labellisé en 2020.
Cour majour
Cour des communautés Assemblée nationale législative
Les États de Béarn sont l'ancienne assemblée de la principauté de Béarn. Ils se constituent le 8 août 1391 à Orthez, quelques jours après la mort de Gaston Fébus. La nouvelle institution naît de la fusion entre la Cour de Béarn plénière — ou Cour majour — et la Cour des communautés.
Deux chambres composent les États, le Grand-Corps pour le clergé et la noblesse, et le Second-Corps pour le tiers état. Si la députation du Grand-Corps relève d'un droit d'entrée individuel, les députés du Second-Corps sont élus par les communautés pour les représenter. L'assemblée se réunit chaque année dans un lieu tournant à la demande du souverain et sous la présidence de l'évêque de Lescar. Le Second-Corps dispose d'un droit de veto absolu, auquel le prince ne peut s'opposer dans le cadre du pactisme béarnais. Officiers des États, les syndics de Béarn occupent un rôle central dans l'administration de la principauté et l'organisation de l'Abrégé des États, véritable gouvernement entre les sessions parlementaires.
Les pouvoirs des États sont politiques, financiers, administratifs et législatifs. Ils atteignent leur apogée au XVe siècle, alors que l'assemblée symbolise le nationalisme béarnais à travers sa défense de la souveraineté et de la langue béarnaise. L'absolutisme de Jeanne d'Albret provoque un recul de l'indépendance des États au XVIe siècle. Ces derniers deviennent un bastion du protestantisme, ce qui provoque l'intervention militaire de Louis XIII en 1620 et l'annexion du Béarn au royaume de France. L'assemblée connaît ensuite un déclin, qui s'accentue au XVIIIe siècle par la vénalité des offices. Mis au même rang que les États provinciaux par le pouvoir royal, les États s'attachent à défendre les Fors de Béarn. En 1789, les États mandatent une délégation pour les États généraux puis l'Assemblée nationale constituante. Le 15 octobre 1789, les États de Béarn se rassemblent une dernière fois à Pau avant leur dissolution.

## Formation

### Contexte historique

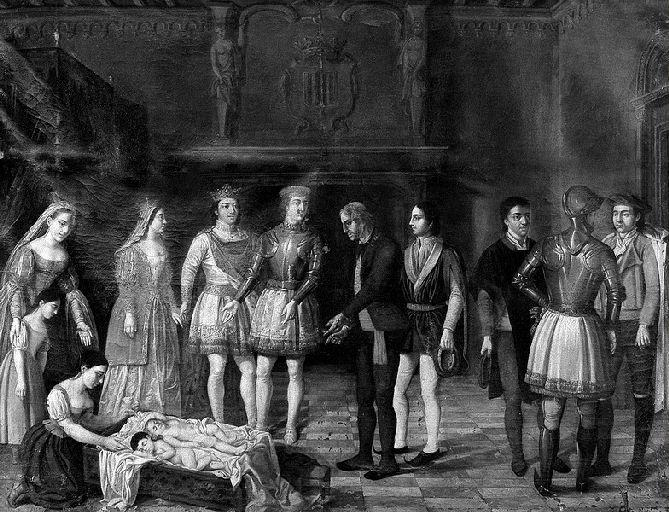
Le préambule légendaire des Fors raconte que des membres de la Cour de Béarn se rendent en Catalogne pour choisir leur seigneur.

La principauté de Béarn naît au IXe siècle du morcellement de l'autorité royale des derniers Carolingiens. Elle se constitue sous l'autorité des ducs de Gascogne, avant qu'une crise de succession au sein du duché ne favorise l'autonomie totale du Béarn au XIe siècle. Dès la fin du XIe siècle, la Cour de Béarn fonctionne sous Centulle V. Elle exerce des pouvoirs judiciaires et possède des prérogatives politiques étendues : recevoir le serment du vicomte à son avènement, décider de l'engagement du Béarn dans une guerre extérieure et présenter des griefs des sujets envers le prince. La Cour de Béarn exerce ce rôle de protecteur à partir du XIIe siècle, mais de manière effacée. La cour ne se réunit alors que dans des circonstances exceptionnelles. Elle se compose de quelques membres, des barons et chevaliers — possesseurs de châteaux et vassaux du seigneur — qui composent sa suite. Convoquée dès le milieu du XIIe siècle, la Cour plénière est une assemblée plus considérable que la Cour de Béarn régulière, elle convoque tous les vassaux nobles du prince, ainsi que rarement des hommes libres non nobles. Jusqu'à la fin du XIIe siècle, la Cour de Béarn conserve un caractère aristocratique et peu indépendant du souverain.
Au début du XIIIe siècle, l'administration de la justice passe entre les mains de certains membres de la Cour de Béarn, appelés « jurats de la Cour ». Le nombre de jurats n'est pas déterminé dès le XIIIe siècle, il se fixe ensuite à douze. Les jurats de la Cour de Béarn n'ont à l'origine que des pouvoirs judiciaires, qui s'étendent et empiètent peu à peu sur les fonctions de la Cour de Béarn. Les jurats de la Cour font notamment œuvre législative dans le dernier quart du XIIIe siècle. La création des jurats de la Cour enlève à la Cour de Béarn la plus grande partie de ses attributions. Bien que des bourgeois soient convoqués plusieurs fois de manière individuelle aux réunions de la Cour de Béarn, il faut attendre 1270 pour que les communautés choisissent elles-mêmes ses représentants dans la nouvelle Cour des communautés.
À cette même époque de la fin du XIIIe siècle, la réunion plénière de la Cour de Béarn prend le nom de Cour majour
, afin de se distinguer des cours inférieures de justice et de la nouvelle Cour des communautés. Cour majour — composée exclusivement de nobles — et Cour des communautés pour le tiers état délibèrent séparément, sans périodicité fixe. La Cour des communautés reste soumise à l'autorité du prince et de la Cour majour, hormis lorsque les Fors sont concernés. Durant le XIVe siècle, les deux cours — Cour majour et Cour des communautés — sont de plus en plus régulièrement convoquées de manière simultanée et dans la même ville, sans pour autant se mélanger. Si la Cour des communautés conserve un rôle consultatif médiocre pendant longtemps, elle accroît ses pouvoirs au début du règne de Gaston II, devenant une véritable assemblée du tiers état.

### Formation des États de Béarn

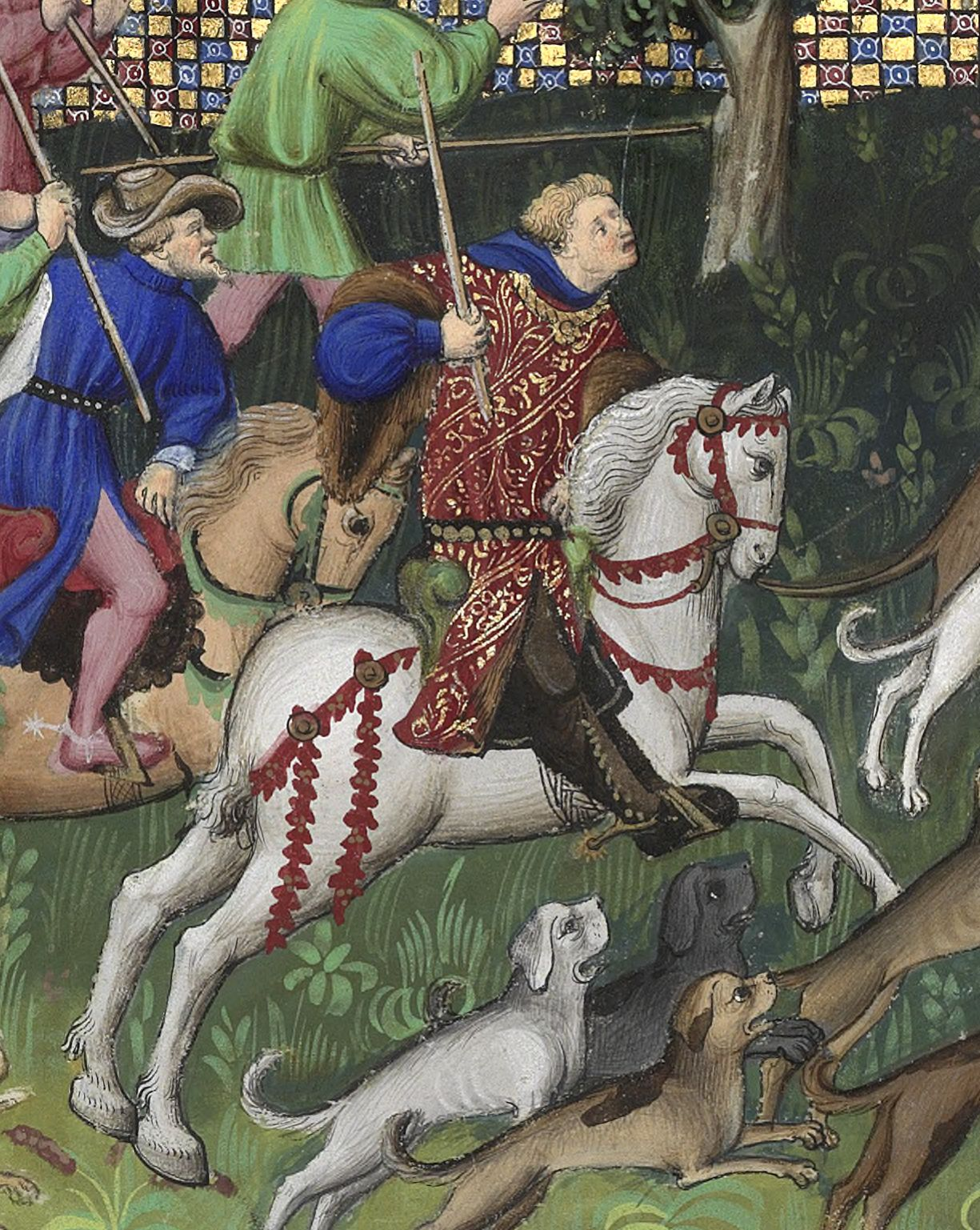
Le règne absolu de Gaston Fébus provoque la formation des États de Béarn après sa mort.

Le règne de Gaston Fébus au XIVe siècle constitue une parenthèse dans l'histoire institutionnelle béarnaise, avec une gouvernance personnelle absolue au mépris des Fors de Béarn. Cela provoque l'isolement progressif du prince au sein de sa famille et de ses sujets. Le despotisme administratif de Fébus a pour but de renforcer le pouvoir vicomtal au détriment des assemblées délibératives. Tout son gouvernement cherche à éviter la réunion de la Cour majour et de la Cour des communautés. Gaston Fébus meurt le 1er août 1391, sa succession difficile est alors l'occasion d'une reprise en main politique des assemblées. Dès le 8 août 1391, les délégués de la Cour majour et de la Cour des communautés se réunissent à Orthez, notamment à l'initiative de l'évêque de Lescar Odon de Mendousse. Ils se constituent en États de Béarn, assemblée représentative du pays dont le futur héritier doit tenir compte. Une déclaration de sept articles rédigée en langue béarnaise représente l'acte constitutif des États. Il contient un serment d'union juré par tous les délégués : 

« Nous, pour l'honneur et profit de l'héritier de Béarn, et de la chose publique, et pour protéger et garder nos personnes, franchises et privilèges, libertés, Fors et coutumes raisonnables, nous ne recevrons aucun héritier en Béarn avant qu'il ait effectivement juré les dites franchises, privilèges et libertés. »

Si l’œuvre intérieure de Fébus en Béarn s'écroule à sa mort, sa politique de neutralité et d'indépendance face aux rois de France et d'Angleterre est reprise par la nouvelle assemblée béarnaise. Ainsi, les États désignent Mathieu de Castelbon comme héritier universel, à condition que celui-ci obtienne de Charles VI sa renonciation au traité de Toulouse, qui faisait du roi de France l'héritier de Fébus. Dans une deuxième séance, les États répartissent le trésor accumulé par Fébus durant son règne, soit 737 500 florins d'or. Une partie de cette somme est destinée à aboutir à une transaction financière pour rompre le traité de Toulouse. Menées par Roger d'Espagne, les négociations aboutissent le 20 décembre 1391 par le renoncement au traité de Toulouse par le conseil royal. Après une longue période probatoire, les États de Béarn finissent par recevoir Mathieu de Castelbon comme souverain de Béarn le 5 juillet 1393. La situation de 1391 aura permis d'aboutir à un véritable partage du pouvoir entre le prince et l'assemblée représentative. Les États bénéficient de régulières nouvelles prescriptions par la suite, si bien que c'est vers 1440 qu'ils acquièrent leur structure définitive.

## Composition
Les États de Béarn comprennent des délégués des trois ordres du pays : clergé, noblesse et communautés. La faiblesse numérique de la représentation du clergé — cinq représentants — explique la fusion de l'assemblée des nobles et des ecclésiastiques dans le Grand-Corps. Le clergé bénéficie d'une faible considération en Béarn au Moyen Âge. L'ensemble des non nobles forment eux le Second-Corps. En réalité, Léon Cadier estime que les États ne regroupent pas trois ordres, mais quatre. Avec les ecclésiastiques, les nobles et les non nobles, les douze jurats de la cour sont soigneusement distingués du reste de la noblesse sous le nom de barons.

### Grand-Corps

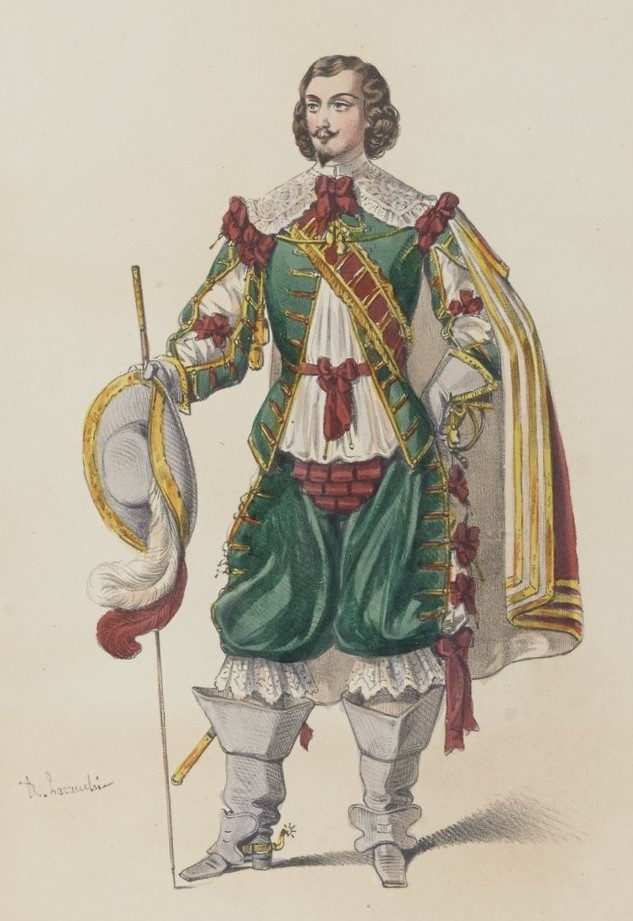
Comme Henri d'Aramitz, les abbés laïques obtiennent le droit de siéger aux États à partir du XVIe siècle.

Si le clergé dispose d'une faible importance numérique, il bénéficie de la première place hiérarchique : l'évêque de Lescar préside les États, assisté par l'évêque d'Oloron. Ces deux membres du clergé séculier sont accompagnés par trois membres du clergé régulier, représentant les principales abbayes du Béarn : Sauvelade, Larreule et Lucq.
La noblesse est d'abord représentée par les grands barons du Béarn, jurats de la cour. Au XVIe siècle, puis surtout au XVIIe siècle, sont créées une trentaine de « petites baronnies », dont les plus anciennes — Monein, Lons, Laàs et Mirepeix — siègent dans le Grand-Corps. Le reste de la noblesse porte le titre générique de gentius, comprenant les anciens cavers et domengers. Le domenger était un noble ayant une maison affranchie, il était propriétaire d'une domengeadure ou domecq par abréviation, qui était le nom donné aux maisons nobles . Les nobles ont tous le droit de siéger aux États, mais il est rare que les 400 vassaux nobles du vicomte soient présents. Ce n'est que dans la seconde moitié du XVIe siècle que les abbés laïques sont admis dans le Grand-Corps. Jeanne d'Albret leur donne le droit d'entrée aux États afin de faciliter l'introduction du protestantisme en Béarn.
Au XVIIIe siècle, le nombre de députés du Grand-Corps est d'environ 250 membres, la chambre est toujours marquée par un égalitarisme radical qui voit les députés se placer confusément sans « égard ni bienséance » envers des statuts particuliers. À la fin de son existence, l'une des principales activités de l'assemblée est de vérifier la nobilité des membres du Grand-Corps.

### Second-Corps
Le Second-Corps représente le tiers état, il est formé par les représentants des bourgs, vallées et communautés. Cette deuxième chambre se compose de trois groupes, avec d'abord les délégués des quatre grands bourgs de Béarn : Morlaàs — qui préside le Second-Corps —, Orthez, Oloron et Sauveterre. Ensuite viennent les représentants des vallées d'Ossau, Aspe et Barétous, qui votent collectivement sous le nom de « Montagnes ». Enfin, les représentants des bieles (villes) et locx (lieux) qui jouissent du For de Morlaàs. Au total, une trentaine de communautés forment le troisième groupe du Second-Corps. Les bourgs, les vallées et quelques villes délèguent deux députés, mais chaque communauté ne dispose que d'une seule voix. La députation du Second-Corps peut varier d'une soixantaine jusqu'à une centaine de délégués, suivant le nombre de députés envoyés par chacune des communautés.

## Organisation

### Modalités des sessions

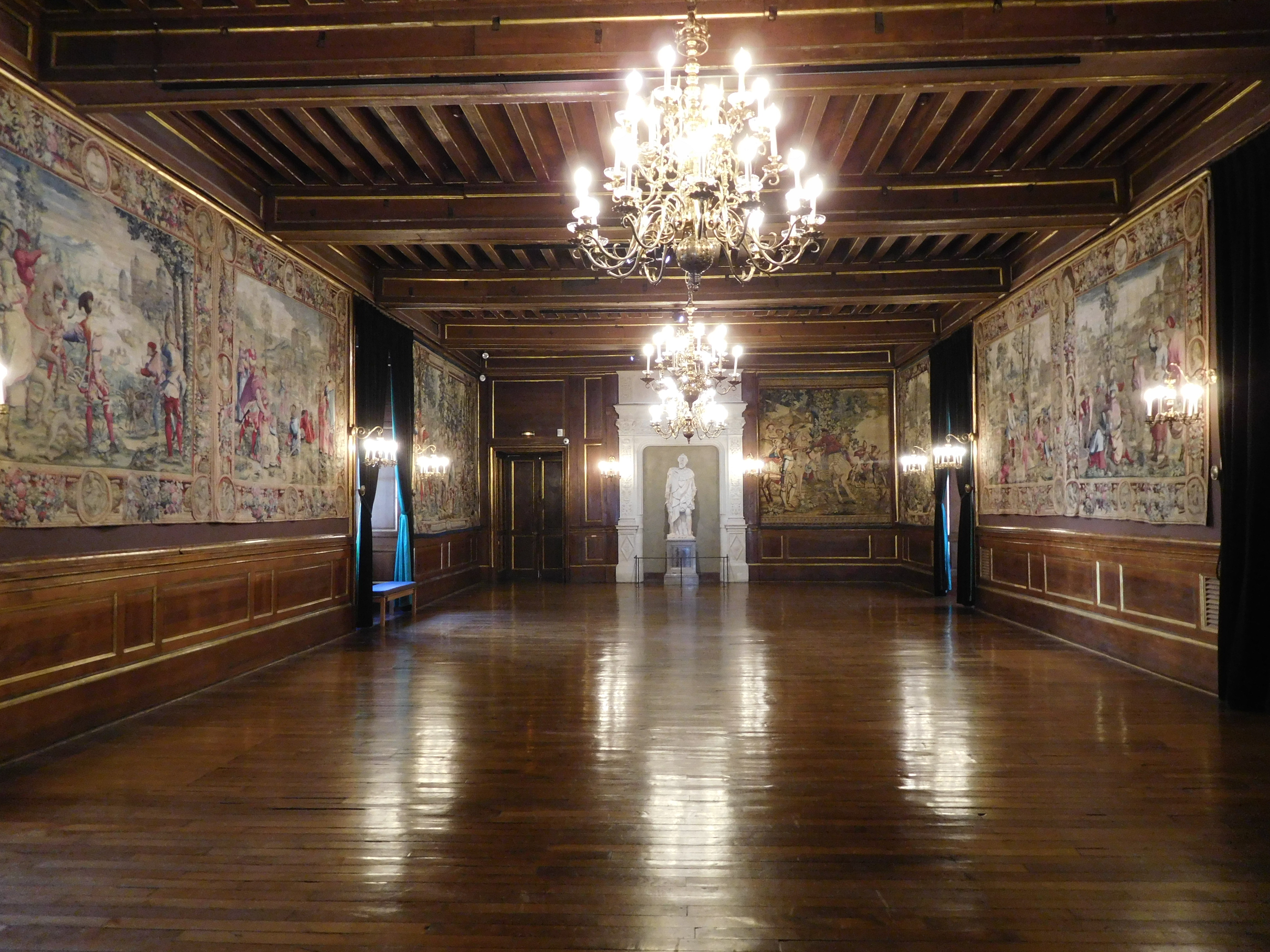
La grande salle basse du château de Pau accueille les États lors de la chevauchée de Louis XIII en 1620.

Les députés se réunissent d'ordinaire une fois chaque année, en dehors de l'époque des moissons ou des vendanges. Le lieu des sessions n'est pas fixe, Morlaàs, Pau, Lescar, Sauveterre et surtout Orthez reçoivent les États au XVe siècle. En 1464, Gaston IV choisit de fixer à Pau la cour de son sénéchal, malgré les protestations des États qui présentent cette décision comme contraire au droit des Béarnais. L'assemblée poursuit ainsi dans son caractère itinérant. Pendant les guerres de Religion, ils s'assemblent à Nay, Lucq ainsi que Navarrenx.
Au XVIe siècle, le lieu de réunion est exclusivement fixé à Pau, malgré des récriminations qui durent jusqu'en 1513 contre le lieu. Lors des sessions paloises, la séance d'ouverture se passe au château de Pau, soit dans la grande salle haute (tinel) ou dans les galeries orientales (Chancellerie). En 1620, la séance d'ouverture des États se déroule dans la grande salle basse du château en la présence de Louis XIII, la salle garde ensuite le nom de « salle des États ». Les autres séances se tiennent hors de la présence du souverain, dans une maison proche ou bien dans la maison commune,. À partir de 1718, les séances se tiennent au couvent des Cordeliers et cessent complètement de se tenir au château,. La durée des sessions varie beaucoup, ordinairement de 15 à 20 jours au début du XVIe siècle, elles sont ensuite limitées à six semaines par le pouvoir royal.

### Présidence et officiers

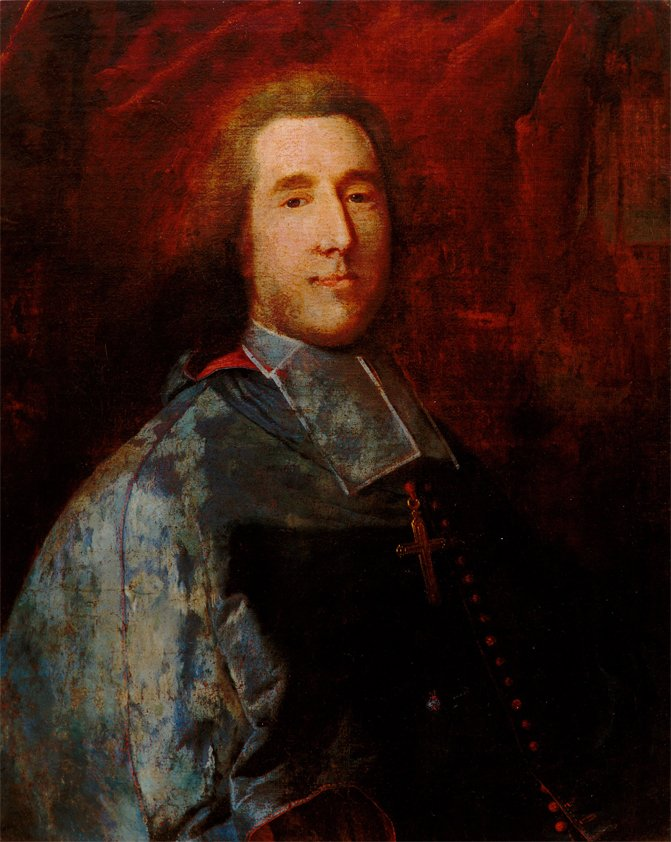
La présidence des États revient à l'évêque de Lescar, dont Hardouin de Chalon au XVIIIe siècle.

Seul le souverain possède le pouvoir de convoquer les États ; en son absence un membre de sa famille ou un lieutenant général délégué peut le remplacer. Au XVIIe siècle, le gouverneur de Béarn reçoit une commission spéciale du roi pour faire cette convocation ; au XVIIIe siècle, le commissaire royal est généralement le lieutenant de roi. L'évêque de Lescar assure la présidence des États, à défaut l'évêque d'Oloron le remplace. Le président est le seul à prendre la parole lors des séances en la présence du souverain, il parle au nom des trois ordres. Le Second-Corps est présidé par le jurat de Morlaàs, une charge honorifique qu'il conserve par le statut ancien de Morlaàs, première capitale des vicomtes de Béarn.
À la fin du XVe siècle, les États de Béarn se dotent de deux délégués, les syndics de Béarn. Dans le courant du XVIe siècle, l'un des délégués est nommé par le Grand-Corps — syndic d'épée — et l'autre par le Second-Corps, syndic de robe. À partir du règne d'Henri IV les deux syndics sont pris dans l'ordre des nobles. Les syndics jouissent de tous les pouvoirs de l'assemblée, fixent l'ordre du jour des sessions, veillent sur leur organisation et deviennent des ministres tout-puissants représentants la volonté des États. Les syndics sont les gardiens et défenseurs des libertés et coutumes du pays, ils peuvent pénétrer dans toutes les cours de justice. Dans la seconde moitié du XVIIIe siècle, le syndic de robe accapare toutes les affaires et réduit le syndic d'épée à une fonction honorifique. À l'origine, la mission de syndic est renouvelable, mais peu à peu cette fonction devient héréditaire.
Le trésorier de Béarn administre des sommes destinées aux « charges du pays », il s'agit d'un officier indépendant de l'administration seigneuriale, nommé par les États généralement dans le Second-Corps. À la fin du XVe siècle, les États obtiennent la nomination de conseillers du pays, chargés de les représenter dans le conseil du prince, ancêtre du conseil souverain de Béarn. Aux XVIIe et XVIIIe siècles, il est fait mention d'un officier subalterne, l'huissier des États. Ce dernier est chargé d'une partie des petites dépenses des sessions. L'huissier porte pendant les séances une livrée : robe verte, semée de vaches brodées en soie, une toque de velours et une masse à la main.

### Les députés
Les députés des États sont convoqués sous forme de lettres patentes, rédigées par les secrétaires du seigneur. Les nobles sont mandatés individuellement, alors que ce sont les communautés qui reçoivent leurs convocations pour le Second-Corps. Les prélats peuvent se faire représenter par leur vicaire et les abbés par un prieur ou un dignitaire de l'abbaye. Au XVe siècle, les cahiers des États dénoncent souvent l'absence des évêques de leur diocèse. Les barons jurats de la cour ne peuvent pas siéger par procuration, tout comme les gentius. Dans le Second-Corps, les députés sont principalement jurats, mais pas exclusivement.
Pendant la durée des sessions, les députés sont inviolables, ils ne peuvent pas être arrêtés pour dettes ou pour un délit quelconque. Les députés se rendant aux États sont exemptés de payer les péages des ponts et chemins. Aussi, chaque membre de l'assemblée reçoit une indemnité nommée tailluquet. À la fin du XVe siècle, le président reçoit de 30 à 100 écus, les barons, de 15 à 25, les gentius, de 10 à 15, les bourgeois, de 3 à 15. La somme globale des taillluquets est de 100 écus à la fin du XVe siècle, elle atteint 24 200 livres en 1780. Le pouvoir royal soupçonne à la fin du XVIIIe siècle que la plupart des gentius n'exploitent uniquement leur droit d'entrée aux États que pour toucher le tailluquet. Pour être reçus, les députés doivent être âgés de vingt ans au moins, les jeunes chefs de famille à partir de quatorze ans peuvent aussi être reçus.

### Déroulé d'une session
Après la séance d'ouverture, une session des États se déroule généralement en quatre parties :
1. Présentation des cahiers de griefs
2. Demandes du souverain (« nécessités occurrentes »)
3. Donation au seigneur
4. Affaires d'administration intérieure du pays

Pendant les délibérations, Grand-Corps et Second-Corps siègent dans des salles séparées, le Grand-Corps donnant toujours son avis en premier. Les syndics proposent devant la chambre la question qui sera délibérée, le secrétaire rédige ensuite cette proposition par écrit. Le président du Grand-Corps — l'évêque de Lescar — donne le premier son avis, suivi par les autres membres du clergé, les barons et les gentius. Les voix sont comptées pour savoir dans quel sens va la majorité. Le projet adopté par le Grand-Corps est ensuite transmis au Second-Corps, les députés de Morlaàs donnent d'abord leur avis, puis les députés des bourgs, des montagnes et des communautés.
Le président du Second-Corps — jurat de Morlaàs — se rend ensuite devant le Grand-Corps pour exposer la résolution prise dans la seconde chambre. Si celle-ci est conforme à celle des nobles, une résolution est prise au nom des États. Dans le cas contraire, le Grand-Corps invite le Second-Corps à une seconde, puis à une éventuelle troisième lecture. Si les avis restent divergents, une commission composée de députés de chaque corps est nommée pour parvenir à un accord. En cas d'échec de cette ultime médiation, le projet est abandonné. Le Second-Corps dispose ainsi d'un droit de veto absolu, le seigneur ne disposant pas du droit de départager l'assemblée.

## Élections

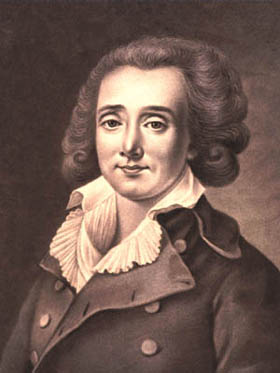
Le baron de Laussat est l'un des nobles qui profite de la vénalité des offices au XVIIIe siècle pour siéger au Second-Corps.

La députation du Grand-Corps repose sur un titre de noblesse — ecclésiastique ou laïque — donnant un droit d'entrée aux États. En Béarn, la noblesse ne s'attache pas à une personne ou à une famille, mais à une terre. La possession de cette terre — ou glèbe — donne toujours droit à la qualité de noble, qu'elle ait été acquise par achat ou héritage. La classe noble béarnais bénéficie ainsi d'un renouvellement relativement important. Le nombre de gentius ne cesse de croître jusqu'à la fin de l'Ancien Régime, soit parce que le souverain anoblit de nouvelles terres, ou bien parce que les fonds nobles peuvent être fractionnés. En 1698, le nombre de fiefs permettant d'entrer dans le Grand-Corps est évalué à 540, contre plus d'un millier à la fin du XVIIIe siècle.
Les députés du Second-Corps sont élus, probablement par les magistrats municipaux, jurats, gardes et gens de conseil. Le système municipal en Béarn repose sur l'assemblée des bésis, des voisins, qui élisent des députés qui désignent à leur tour des jurats. À l'origine, les voisins sont des hommes libres de la communauté, par la suite ils constituent une oligarchie assez fermée, un groupe de privilégiés. Les États de Béarn ont une double origine féodale et « démocratique », issus de l'ancienne cour féodale de Béarn et du développement des libertés municipales et bourgeoises. Dès la fin du Moyen Âge, les États de Béarn constituent une institution libérale qui accorde une place égale aux nobles et aux roturiers, tout en jouant un rôle central dans le gouvernement, l'administration et la législation du pays. Jusqu'en 1620, les États sont représentatifs mais suivant les principes inégalitaires de l'Ancien Régime social.
Au régime traditionnel d'autonomie municipale, le pouvoir royal français le substitue par un système arbitraire sur le modèle du reste du royaume, notamment sous le contrôle des intendants. À la fin du règne de Louis XIV, la détresse des finances royales provoque la suppression de l'élection des jurats et leur remplacement par le système de la vénalité des offices. Parmi les prérogatives accordées aux acheteurs de ces offices se trouve le droit d'entrée aux États. Avant la Révolution, les États ne sont plus dominés que par la noblesse et les principaux notables du pays. Des nobles — comme le baron de Laussat — confisquent à leur profit les sièges du Second-Corps. Une partie des députés du Second-Corps ne représentent alors plus une communauté mais eux-mêmes, si bien que l'assemblée ne constitue nullement une structure démocratique.

## Missions

### Jusqu'en 1620

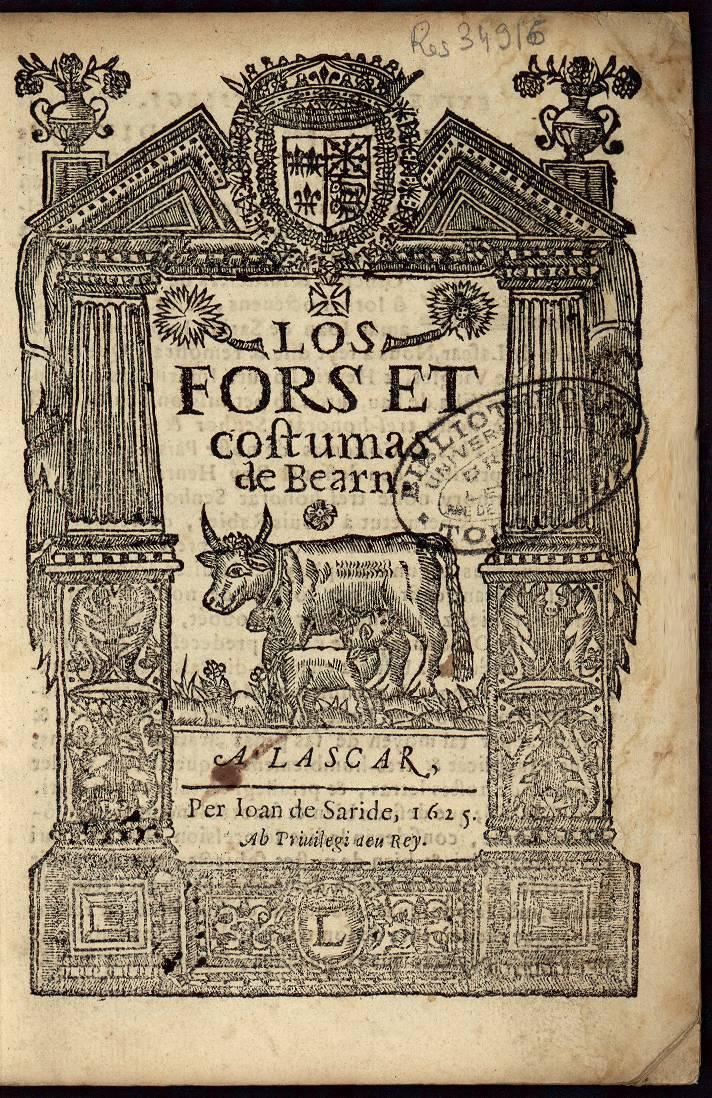
La publication du Nouveau For en 1551 consacre le pactisme béarnais.

Les pouvoirs des États ne cessent de croître au XVe siècle, ils sont d'ordre politiques, financiers, administratifs et législatifs. Seul le pouvoir judiciaire leur échappe totalement. Au niveau politique, les États reçoivent le serment du nouveau seigneur puis doivent lui rendre hommage au nom du pays. Si le seigneur n'a pas d'héritier direct majeur, les États choisissent la tutelle des mineurs, l'époux de l'héritière ou désigne un nouveau seigneur. Seuls les États peuvent lever des troupes en dehors des courtes périodes prévues par les Fors et sont maîtres des traités économiques avec les pays voisins. Les États disposent d'un pouvoir financier très important, qui leur permet de voter la donation demandée chaque année par le souverain pour gouverner. La monnaie est également contrôlée par l'assemblée. Le prince doit partager ses pouvoirs administratifs, notamment grâce aux doléances exposées par les États pour faire cesser les atteintes aux Fors. Le pouvoir législatif appartient au souverain, mais les États obtiennent à la fin du XVe siècle de participer à l'élaboration des Établissements, qui précisent ou complètent les Fors. L'équilibre des pouvoirs entre le prince et l'assemblée représentative tend à se rompre au profit des États en cette fin de XVe siècle.
Le contrôle des États ne s'exerce que pendant la durée des sessions. C'est pourquoi, l'assemblée cherche dans la deuxième moitié du XVe siècle à rendre permanent leur droit de surveillance. Ce pouvoir passe par la création de plusieurs officiers — syndics notamment — et de commissions. La première commission permanente connue est celle des « auditeurs des comptes », elle vérifie les comptes de la donation souscrite à l'administration vicomtale. En 1482 apparaît l'Abrégé des États, chargé de l'expédition des affaires entre les sessions. L'Abrégé accroît si fortement son importance qu'elle peut jouer à certains moments le rôle d'un véritable gouvernement. D'autres commissions sont signalées, dont la Commission des griefs ou des requêtes pour la rédaction des cahiers de doléances, et la Commission de l'état pour la répartition entre les communautés de la donation. La rénovation des Fors de Béarn entre 1546 et 1551 constitue l'aboutissement du partage du pouvoir législatif béarnais entre le prince et les États. L'assemblée négocie un compromis politique qui renforce sa position, si bien que les États exercent pratiquement seuls la direction politique général du Béarn de 1571 à 1620.
Si les pouvoirs des États sont très étendus à la fin du XVIe siècle, les tendances absolutistes et les choix religieux des princes béarnais participent à une perte d'indépendance de l'assemblée vis-à-vis de l'administration royale. La reine Jeanne d'Albret augmente le nombre de députés et obtient à partir de 1569 une assemblée soumise à sa volonté, notamment pour introduire le protestantisme en Béarn. Son fils — Henri IV — poursuit en interdisant aux États de délibérer sur les affaires de religion. Les premiers responsables de l'affaiblissement des États sont les princes béarnais, avant que ce mouvement ne soit encore renforcé à partir de 1620 après l'annexion du Béarn au royaume de France.

### Après l'annexion

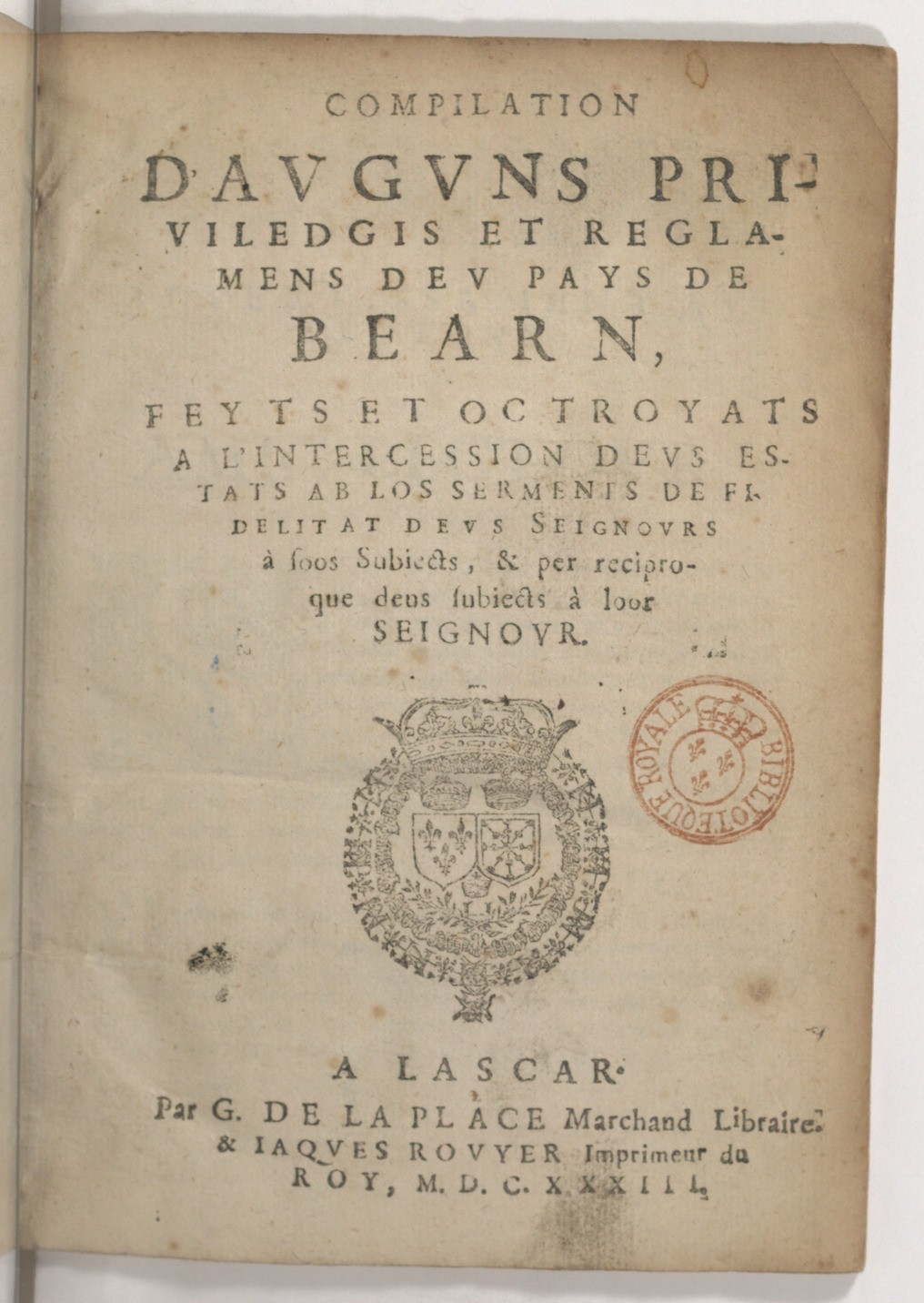
Compilation d'auguns priviledgis et reglamens deu pays de Bearn, feyts et octroyats a l'intercession deus Estats, publié en 1633.

L'annexion représente une rude défaite pour les États de Béarn, ils continuent d'exister mais leur période de grandeur est terminée. Après 1620, la monarchie française souhaite affecter aux États un simple rôle de répartiteurs de la charge fiscale, à l'image des autres États provinciaux du royaume. En réalité, l'assemblée béarnaise conserve jusqu'à la fin du XVIIIe siècle une grande et multiforme activité concentrée sur des préoccupations intérieures. Une part importante des sessions des États est occupée par la discussion du montant de la contribution provinciale ainsi que sa répartition interne. Les députés béarnais exercent leur vigilance sur le respect scrupuleux des Fors et globalement sur la préservation de la tradition sociale, économique et culturelle. Durant le règne de Louis XIV, l'assemblée est alors surtout chargée d'appliquer des dispositions réglementaires coercitives. Après la mort du Roi-Soleil, les gouvernements suivants sont moins restrictifs et laissent aux États une plus grande liberté. Entre 1775 et 1789, l'assemblée devient une tribune où s'expriment tous les griefs et espoirs de la province.
Durant les XVIIe et XVIIIe siècles, les États de Béarn jouent un rôle précoce et remarquable sur la politique culturelle de la province. Ils participent à la création d'un enseignement technique, encouragent les collèges de Pau et de Lescar, subventionnent l'Académie royale de Pau et obtiennent le rétablissement d'une université à Pau avec le Parlement de Navarre. Les États cherchent également à sauvegarder la paix religieuse en modérant le zèle des réformateurs catholiques, et jouent un rôle social en constituant des greniers publics. L'assemblée assure l'entretien et le fonctionnement des hôpitaux, aide au développement de l'agriculture et de l'industrie. L'une des attributions essentielles des États reste jusqu'au bout de recevoir le serment du souverain à son avènement, en respect des Fors. C'est encore le cas avec les derniers des Bourbon, en 1660 avec Louis XIV à Saint-Jean-de-Luz, puis Louis XV et Louis XVI en 1723 et 1775 à Versailles.

### Nationalisme béarnais

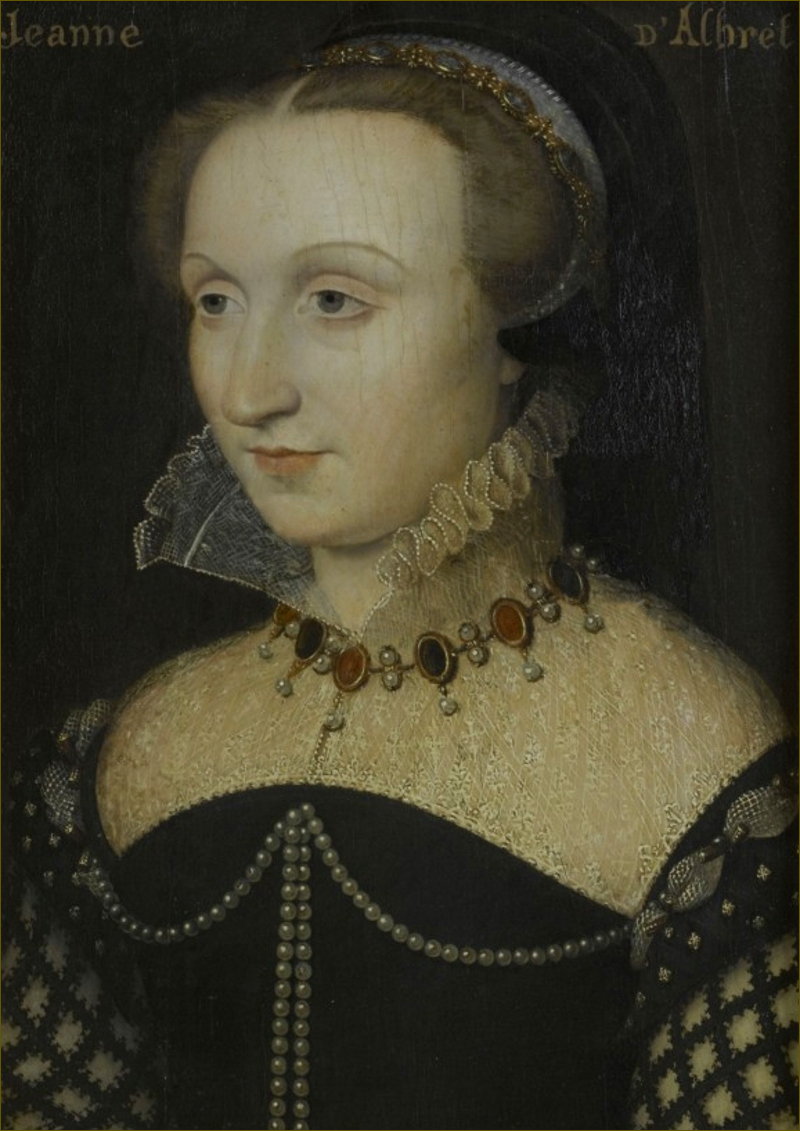
Jeanne d'Albret fait des États un bastion du protestantisme.

Durant leur existence, les États de Béarn s'assignent pour tâche principale de défendre et affermir la souveraineté du Béarn. À l'image des Cortès dans la péninsule Ibérique, les États prétendent représenter le pays. La souveraineté béarnaise atteint son apogée à la fin du XVe siècle, les rois de France Louis XII puis Charles VIII respectent le statut particulier de la principauté. À partir du XVe siècle, les États incarnent le nationalisme béarnais, qui se manifeste par l'emploi des termes « nation » ou « patrie » dans les textes, ou par la défense de l'usage de la langue béarnaise. Cette contribution au maintien du béarnais, et aux coutumes locales, font apparaître les États comme une force d'intégration de la société béarnaise. Dès sa naissance, l'assemblée béarnaise détermine deux principes fondamentaux toujours maintenus à travers les siècles : respect des libertés locales au travers des Fors (politique intérieure) et défense du statut de terre souveraine (politique extérieure).
Au XVIe siècle, les États deviennent un bastion du protestantisme à la suite des réformes engagées par Jeanne d'Albret. L'introduction de la Réforme redonne de la vigueur au nationalisme béarnais qui semblait sur le déclin au milieu du XVIe siècle, souveraineté du Béarn et protestantisme se conjuguent alors. L'accession au trône de France par le Béarnais Henri de Navarre n'entraîne pas l'union du Béarn au royaume de France, mais provoque le rétablissement du culte catholique en 1599. En 1616, l'administration de Louis XIII proclame un édit d'union entre la France et le Béarn, provoquant une vive agitation dans les États, dans la lignée des idées monarchomaques. Le syndic de Colom symbolise la volonté de résistance des États :

« Et voycy que cette petiste nation de Béarn, cette poignée de gens, Pygmées en puissance, vermisseaux de terre, Sybarites en leur démarche, vous regardent (Français) d'un visage assuré, vous font la nique et se maintiennent en terre souveraine, séparés de votre royaume florissant, lèvent la creste, eslèvent leurs sourcils, haussent leurs corps et sortent des flancs de leur mère avec cette devise en leur front, « De la liberté ou la Mort ». »

L'expédition militaire de Louis XIII en 1620 provoque l'union du Béarn au royaume de France. Si le conseil souverain enregistre l'édit d'union, les États refusent de délibérer sur le sujet. Autour de Jean-Paul de Lescun, une résistance protestante s'opère. Elle aboutit à l'arrestation puis à l'exécution de Lescun en 1622 sur décision du Parlement de Bordeaux. Le 22 juin 1622, les États de Béarn délibèrent sur l'édit d'union de 1620, ils acceptent la création du Parlement de Navarre mais rejettent l'ensemble de son contenu politique. Jamais par la suite les États ne reviendront sur leur position, ils continueront de refuser l'union du Béarn avec le royaume de France. Après 1620, la seule forme d'autonomie accordée au Béarn réside dans l'impossibilité pour le fisc royal de percevoir directement les diverses contributions dues par la province. Ce privilège est le même que celui accordé aux autres pays d'État du royaume. Jusqu'au bout, les États conservent l'essentiel des symboles de la souveraineté béarnaise : la langue béarnaise et les Fors. Tout au long de son existence, les États de Béarn animent la résistance à l'assimilation au royaume de France.

## Dissolution
Tout au long du XVIIIe siècle, plusieurs contributions sont successivement imposées au Béarn, malgré l'opposition des États. Toute résistance est alors vite et durement réprimée. En 1712 le baron d'Arros est exilé pour quatre ans à la suite d'une critique contre la capitation, en 1730 le gentius d'Abadie-Partarriu est emprisonné au fort de Lourdes pour avoir proposé une réduction de la donation, alors que le député aspois Sarthopon est exclu des États pour son « esprit brouillon ». Le pouvoir royal étouffe les efforts d'opposition de l'assemblée béarnaise, qui se fait imposer la présence de l'intendant pendant ses séances.
En 1789, le roi Louis XVI décide d'assembler les États généraux. N'ayant jamais accepté l'édit d'union de 1620, les États de Béarn s'assemblent le 19 mai au couvent des Cordeliers de Pau pour décider d'envoyer ou non des députés à Versailles. Si certains — notamment dans la noblesse — refusent la députation comme en 1649, la majorité se range sur l'envoi d'une délégation béarnaise. Celle-ci se compose de quatre membres du tiers-état, deux nobles, deux membres du haut clergé et deux autres du bas clergé. Le mandat donné par les États aux députés béarnais est de préserver les Fors, privilèges et libertés du Béarn, pays souverain. La délégation arrive à Versailles le 27 juin, alors que les députés des États généraux se sont déjà constitués en Assemblée nationale. Dans le respect de leur mandat limité, les députés béarnais de la noblesse et du haut clergé refusent de se présenter à l'Assemblée, au contraire des députés du tiers et du bas clergé qui sont admis le 7 juillet.
Dans la nuit du 4 août 1789, tous les privilèges féodaux sont abolis. Mais les députés béarnais refusent de déclarer la fin des libertés particulières du Béarn, la décision doit venir des États de Béarn. La dernière réunion de l'assemblée béarnaise se tient le 15 octobre à Pau, avec pour unique objet l'abandon des privilèges locaux. Malgré la volonté du député Mourot d'obtenir une union complète avec la France, les États ne peuvent aboutir à une décision et se séparent dans le désordre. Des émeutes éclatent ensuite et des membres des États hostiles à la réforme — notamment issus du Grand-Corps — subissent de graves menaces et doivent fuir. Finalement, une assemblée des six députés du district de Pau se tient le 28 octobre à l'hôtel de ville de Pau, décidant de l'abolition des Fors et donc des États de Béarn.

La délégation béarnaise à l'Assemblée nationale constituante (sélection)
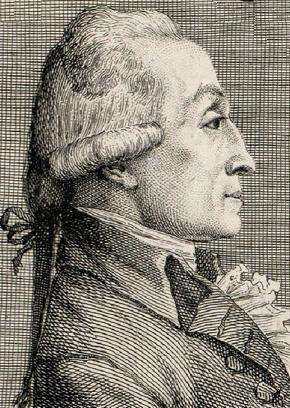
Jean-Henry d'Arnaudat, député d'Orthez.
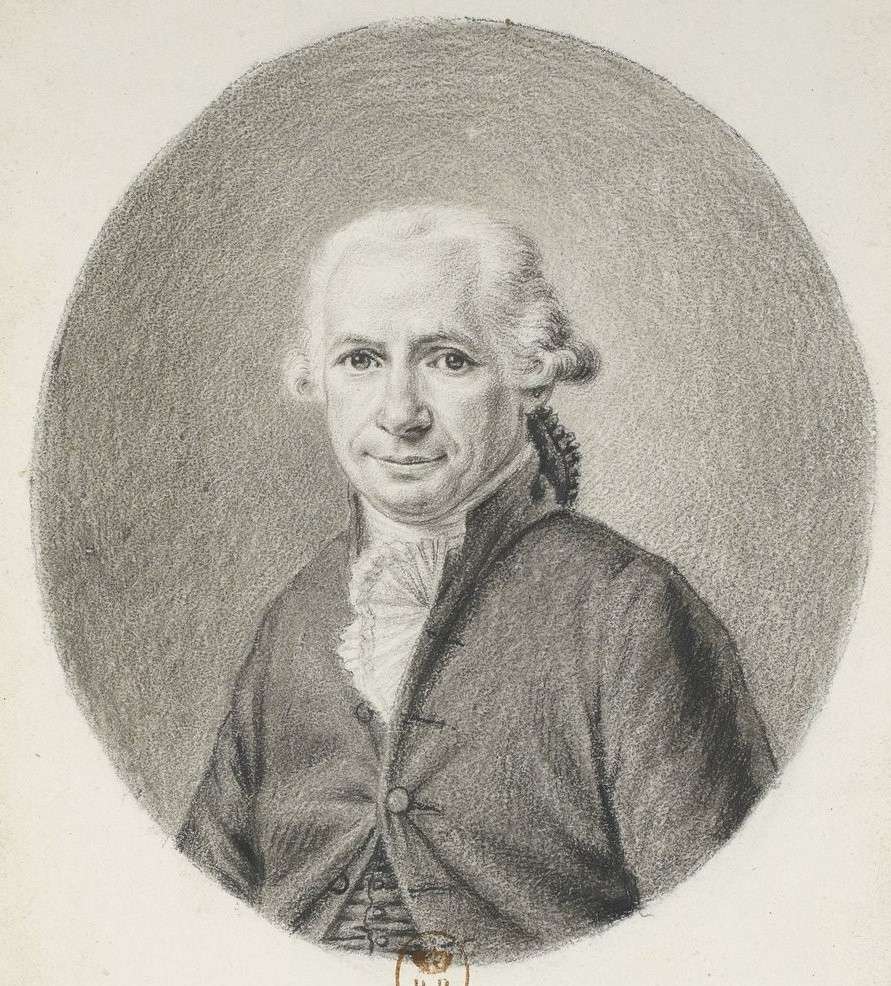
Jean-François-Régis de Mourot, député de Nay.
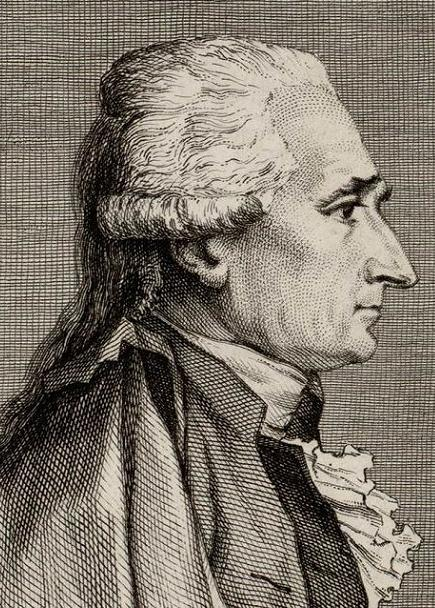
Vincent Noussitou, député de Pau.
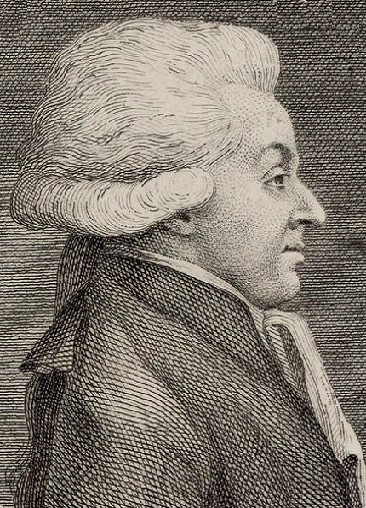
Joseph Pémartin, député d'Oloron.
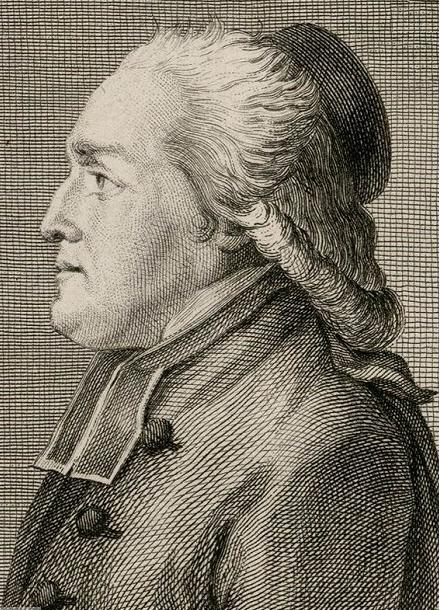
Jean Julien, curé d'Arrosès.
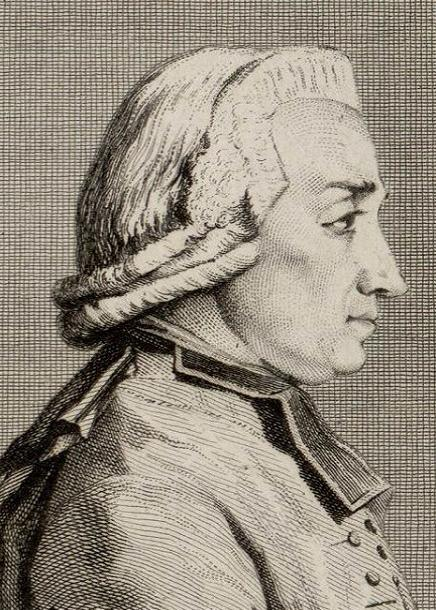
Jean-Baptiste Pierre Saurine, abbé d'Eysus.
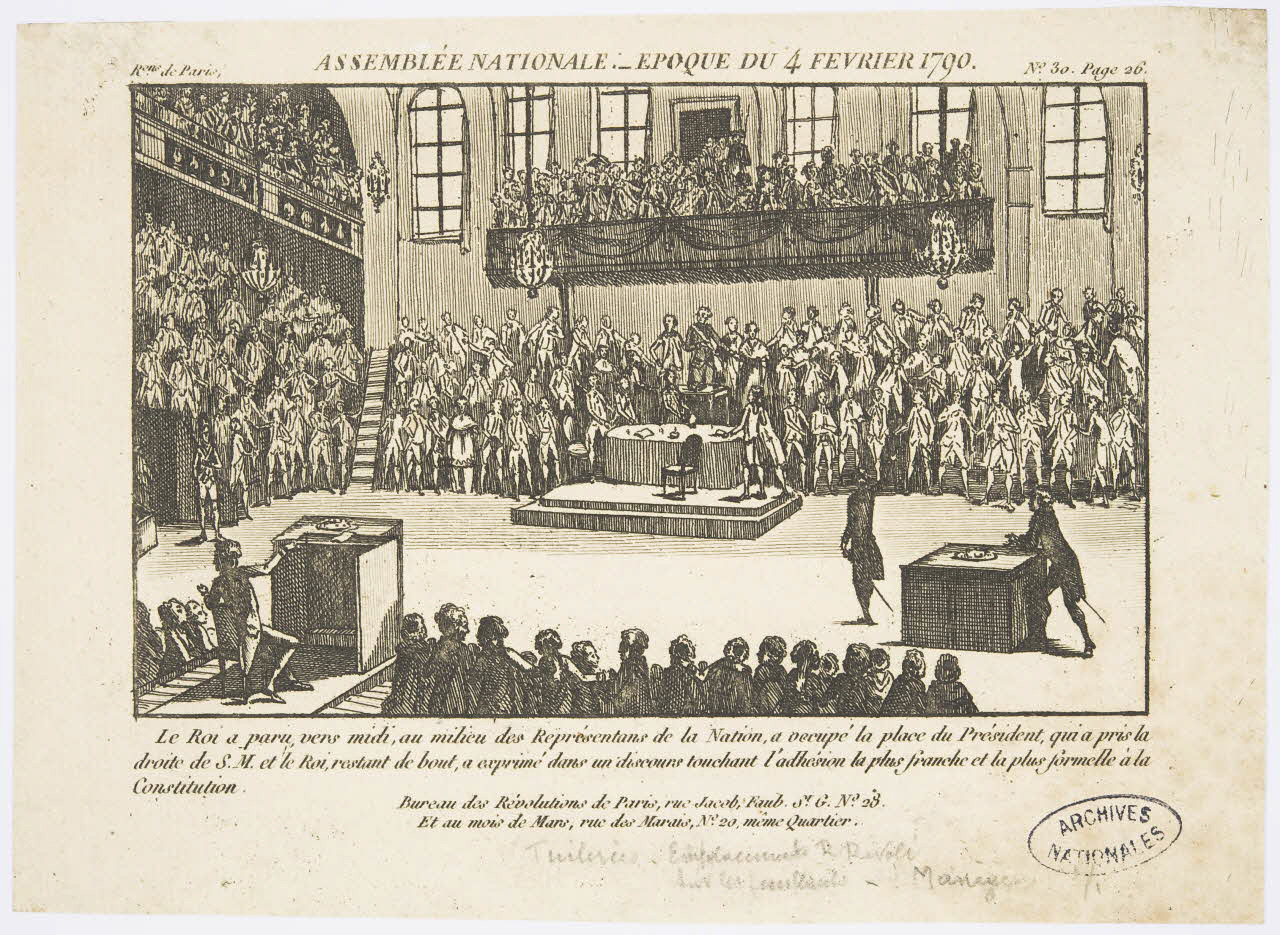
L'Assemblée nationale constituante de 1789.

## Culture populaire

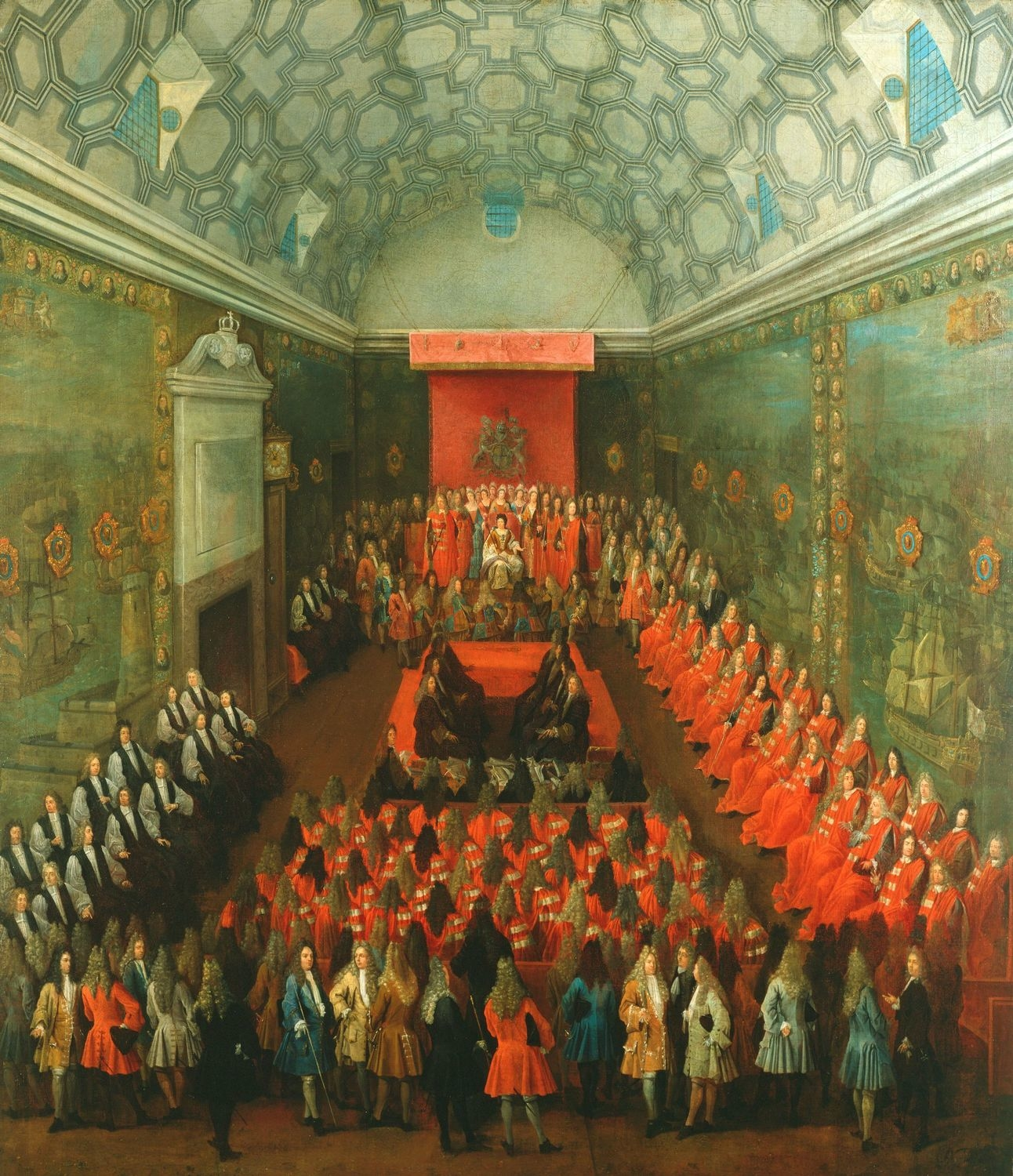
Les constitutionnalistes béarnais du XVIIIe siècle comparent les États de Béarn au Parlement d'Angleterre.

L'acte constitutif des États de Béarn réalisé en 1391 représente — avec les Fors — la pierre angulaire des libertés béarnaises. L'assemblée se place comme le gardien de la loi béarnaise, dernier rempart contre l'absolutisme princier. L'originalité des institutions béarnaises tient dans la présence de cette assemblée représentative, et surtout de l'existence du For, fruit du partage du pouvoir législatif. Ce partage fonde — avec l'indépendance territoriale — le pactisme béarnais. Dans le dernier tiers du XVIIIe siècle, le constitutionnalisme béarnais défend avec vigueur ce pactisme. Jacques Faget de Baure insiste sur l'antiquité de cette capacité législative : « Ce petit pays eut un système de législation régulier longtemps avec que de grands États eussent encore des coutumes ». En 1784, le Tableau annuel du Béarn précise que les États de Béarn sont des « assemblées nationales, aussi anciennes en Béarn que la constitution ».
À la veille de la Révolution, le baron de Laussat poursuit par une comparaison avec le Parlement d'Angleterre, selon lui le Grand-Corps et le Second-Corps sont des « chambres, l'une composée de privilégiés, propriétaires de fiefs de toutes classes et l'autre des députés des communes... l'univers admire précisément ces avantages dans la constitution anglaise, aurions nous la maladresse de les méconnaître dans la notre ». En réalité, ce schéma est bien peu fidèle à la réalité en cette fin de XVIIIe siècle. La noblesse est la seule classe propriétaire de fiefs, alors que le Second-Corps est compromis par la vénalité des offices municipaux, qui permet à des nobles d'acheter des sièges de représentants des communes.
Après la dissolution des États en 1789, plusieurs auteurs étudient l'histoire de cette institution. L'archiviste Paul Raymond publie en 1865 des Notices sur l'Intendance en Béarn et sur les États de cette province. La même année, Louis Lacaze consacre une courte notice à l'assemblée béarnaise dans Les libertés provinciales en Béarn. Pour l'histoire des États aux XIVe et XVe siècles, les renseignements les plus abondants et les plus précis se trouvent dans les Essais historiques sur le Béarn de Jacques Faget de Baure publiés en 1818, complétant le travail interrompu de Pierre de Marca au XVIIe siècle. En 1888, Léon Cadier consacre un ouvrage complet à l'histoire des États avant le XVIe siècle. Cette recherche historique est complétée en 1907 par la thèse de Pierre Rogé sur Les Anciens Fors de Béarn. Des auteurs comme Jean-Baptiste Laborde, Pierre Tucoo-Chala et Christian Desplat poursuivent cette étude historique au XXe siècle. Les historiens peuvent notamment se baser sur les documents des archives départementales des Pyrénées-Atlantiques, qui conservent les archives des États de Béarn à partir de la fin du XVe siècle.

## Postérité
Soucieux des deniers du pays, les députés des États de Béarn ne se font jamais édifier de palais, comme celui des États de Bourgogne. La grande salle basse du château de Pau — parfois nommée salle des États — est le seul lieu de réunion des États ayant conservé son allure d'époque. La première maison commune de Pau, le couvent des Cordeliers et la Chancellerie du château ont disparu, alors que la grande salle haute — tinel — est séparée en deux parties lors des travaux du XIXe siècle. La ville de Pau conserve une place des États sur l'emplacement de l'ancienne maison commune, détruite en 1793. À Artix se trouve un Rond Point des États du Béarn.